# Arthur Verney Hammond
Arthur Verney Hammond, britanski general, * 1892, † 1982.